# Roland Göhler
Roland Göhler   (Meissen, 26 de març de 1943) és un remer alemany, ja retirat, que va competir sota bandera de la República Democràtica Alemanya durant la dècada de 1960.
El 1968 va prendre part en els Jocs Olímpics d'Estiu als Jocs de Ciutat de Mèxic, on guanyà la medalla de plata en la prova del quatre amb timoner del programa de rem. Formà equip amb Peter Kremtz, Manfred Gelpke, Klaus Jacob i Dieter Semetzky.
En el seu palmarès també destaca una medalla d'or en la prova del dos sense timoner, junt a Peter Kremtz, del Campionat del Món de rem de 1966 i dos campionats nacionals.